# Cessna 170
Cessna 170 — американський одномоторний чотиримісний літак загальної авіації, що випускався Cessna Aircraft Company між 1948 і 1956 роками.
Це попередник Cessna 172, найбільш виробленого літака в історії, який замінив 170 версію у виробництві в 1956 році.

## Оператори

### Приватні
США
- Університет штату Міссісіпі – Модель 319[1]

### Військові
Домініканська Республіка
- Армія Домініканської Республіки[2]

 Сальвадор
- Повітряні сили Сальвадору[3]

 Гватемала
- Збройні сили Гватемали[4]

 Гондурас
- Повітряні сили Гондурасу[5]